# Fernando Lamikiz
Fernando Lamikiz Garai (Guernica, 31 gennaio 1959) è un avvocato ed economista spagnolo e basco, noto soprattutto per essere stato presidente dell'Athletic Bilbao dal 2004 al 2006.

## Biografia
Lamikiz ha studiato diritto commerciale all'Universidad de Deusto, e dopo ulteriori studi a Monaco di Baviera era tornato a Deusto come docente di Diritto civile.
Fu membro del consiglio di amministrazione dell'Athletic dal 1994 al 2001, dirigendone il dipartimento legale.

È stato presidente dell'Athletic Bilbao dal settembre 2004 al settembre 2006; in quel periodo la squadra ebbe un declino dovuto alle magre prestazioni della squadra nella Liga 2005-2006 e all'infelice avvio della stagione 2006-2007, uniti alla continua pressione negativa della stampa sul suo coinvolgimento nell'ingaggio illegale del difensore Iban Zubiaurre dai rivali della Real Sociedad che spinse il club rojiblanco a essere condannato dalla Corte Suprema a pagare cinque milioni di euro al club di San Sebastián.

Le sue dimissioni, considerate soprattutto il risultato della protesta dei tifosi dell'Athletic, sono state rassegnate il 27 settembre 2006.